# Тимъти Райс
Тимъти Райс (на английски: Timothy Rice) е американски етномузиколог, професор в Калифорнийския университет в Лос Анджелис, САЩ.

## Биография
През 1972 – 1973 г. започва теренна работа в България във връзка със своята докторска дисертация с научен ръководител Николай Кауфман. Изучава, преподава и съхранява българския фолклор. Специалист е по традиционна славянска музика на Балканите. На българската музика е посветил монографиите си „Да ти се напълни душата: да усетиш българската музика“ (1994) и „Музиката в България: да изживееш музиката, да изживееш културата“ (2004), както и множество статии във водещи в областта научни списания. Работи върху въпроси, свързани с изживяването и разбирането на музиката, музиката и политиката, смисловата натовареност на музиката, преподаването и изучаването на музиката, теориите и методите на музикологията. Основател и съставител е на десеттомната поредица на издателство „Гарланд“ „Енциклопедия на световната музика“ и е съставител на осмия том – „Европа“.
Главен редактор е на списание „Етномузикология“ (1981 – 1984), президент на Дружеството за етномузикология (2003 – 2005), член на Изпълнителния съвет на Международния съвет за традиционна музика (2007 – 2013). Заместник-декан е на Факултета по изкуства и архитектура (2005 – 2008) и директор на Музикалния институт „Херб Алпърт“ в Калифорнийския университет (2007 – 2013). През 2011 г. е избран за чуждестранен член на Българската академия на науките.
Носител на орден „Св. св. Кирил и Методий“ II степен, за изключително големия му принос в популяризирането на българския фолклор, култура и изкуство. На 10 май 2016 г. е удостоен със званието „Доктор хонорис кауза“ на Софийския университет и Почетен знак със синя лента.